# Galende (kommunhuvudort)
Galende är en kommunhuvudort i Spanien.   Den ligger i provinsen Provincia de Zamora och regionen Kastilien och Leon, i den nordvästra delen av landet, 300 km nordväst om huvudstaden Madrid. Galende ligger 964 meter över havet och antalet invånare är 1 336.
Terrängen runt Galende är kuperad åt nordväst, men åt sydost är den platt. Runt Galende är det glesbefolkat, med 11 invånare per kvadratkilometer. Närmaste större samhälle är Puebla de Sanabria, 6,1 km söder om Galende. Omgivningarna runt Galende är en mosaik av jordbruksmark och naturlig växtlighet.